# Alexander de Savornin Lohman
Alexander Frederik de Savornin Lohman (1837-1924)  était un homme politique néerlandais. Avant de devenir l'un des principaux dirigeants du parti protestant conservateur, l’Union chrétienne historique (en néerlandais : Christelijk-Historische Unie ou CHU) au début du XXe siècle, il fut député du Parti antirévolutionnaire et ministre de l'intérieur en 1890-1891.

## Origine et formation
Alexander Frederik de Savornin Lohman naquit à Groningue le 29 mai 1837. Membre de la famille noble de Savornin Lohman, il portait le titre de jonkheer, grosso modo équivalent d’écuyer ou gentilhomme. La famille de Savornin Lohman était réformée wallonne, donc membre d’une paroisse de langue française. Pendant ses études de droit à l’université de Groningue, Alexander de Savornin Lohman adhéra aux idées anti-révolutionnaires de Guillaume Groen van Prinsterer. 
Au début de sa carrière professionnelle, il fut nommé substitut à Appingedam en 1862 puis, en 1866, à Bois-le-Duc.

## Carrière politique
La carrière politique de Savornin Lohman commença à la suite de son implication dans un conflit autour des écoles chrétiennes à Bois-le-Duc, où il avait été nommé juge en 1872. Ceci le mit en contact direct avec Abraham Kuyper, qu’il remplaça à la tête de son journal De Standaard lors de la dépression nerveuse de ce dernier en 1876 et 1877. Avec ses connaissances juridiques, de Savornin Lohman apporta alors un soutien précieux aux projets de Kuyper les années suivantes (luttes scolaires et ses pétitions populaires, fondation de l’université libre d'Amsterdam, création du Parti antirévolutionnaire (ARP), schisme des églises réformées dit doleantie) – bien que parfois avec certaines réticences.
En 1879, il fut élu député sous l’étiquette du Parti antirévolutionnaire et resta un député puis un sénateur actif jusqu'en 1921, et il fut ministre de l’Intérieur en 1890-1891.
Dès son élection à la chambre basse en 1879, Lohman devint l’une des personnalités principales du groupe parlementaire du Parti antirévolutionnaire. Orateur réputé mordant, il était néanmoins capable de dialogue avec ses adversaires.
Il fut souvent partagé entre ses affinités avec les députés aristocratiques qui considéraient la politique comme une question d'individus et Abraham Kuyper qui, quoiqu'il ne fût pas un membre du parlement lui-même, exigeait une stricte discipline de parti et surtout souhaitait une adhésion globale de tous à ses propres opinions politiques démocratiques. Une nouvelle pomme de discorde surgit lorsque de Savornin Lohman accepta le poste de ministre de l'Intérieur au sein du cabinet Mackay.  Kuyper voulait faire tomber ce gouvernement, mais les ministres et les députés du Parti antirévolutionnaire n’y étaient pas intéressés. Finalement, en 1893-1894, à l’occasion de la discussion sur le passage au suffrage universel, de Savornin Lohman choisit le camp de ses collègues aristocrates. Il n'était pas personnellement favorable au suffrage universel, alors que Kuyper y voyait un avantage électoral pour le Parti antirévolutionnaire. Les « anti-révolutionnaires libres », partisans de de Savornin Lohman, formèrent ultérieurement avec d'autres députés protestants un nouveau parti, l’Union chrétienne historique (en néerlandais : Christelijk-Historische Unie ou CHU).

## Rupture avec Abraham Kuyper
De 1884 à 1895, date d’un conflit sur le sens des principes réformés pour le travail scientifique, Lohman avait été professeur de droit constitutionnel à l'Université libre d’Amsterdam dont Kuyper était le recteur. Son licenciement en 1895  peut être considéré comme une conséquence des positions toujours indépendantes que de Savornin Lohman avait toujours su conserver à l’égard de Kuyper. Bien que leur conflit n’empêcha pas Kuyper de nommer son ex-ami recteur de l'université de Groningue (De Savornin Lohman occupa cette fonction quasiment jusqu'à sa mort), on peut considérer que ce licenciement mit fin à l'amitié entre les deux hommes. Ainsi en 1909 pendant l'affaire des décorations (lintjeszaak), affaire de corruption dont Kuyper sera déclaré innocent l'année suivante, de Savornin Lohman fut un critique féroce de Kuyper. C’est seulement autour de 1914 que les deux adversaires revinrent quelque peu à de meilleurs sentiments. 

## Fin de vie
En tant qu’homme d’État protestant modéré, de Savornin Lohman fut dans sa vieillesse l'un des principaux conseillers de la reine Wilhelmine. En 1903 et en 1912 on lui proposa la vice-présidence du Conseil des États, mais il choisit de rester à la Chambre. Il décéda le 11 juin 1924 à La Haye, âgé de 87 ans.